# Хэйлунцзян
Хэйлунцзя́н (кит. упр. 黑龙江, пиньинь Hēilóngjiāng, буквально: «река чёрного дракона») — провинция в северо-восточной части Китая, на границе с Россией. В прошлом — часть территории исторической области Маньчжурия. В настоящее время входит в географический район Китая Дунбэй (Северо-Восток). Административный центр и крупнейший город — Харбин. Другие крупные города — Цицикар, Суйхуа, Дацин и Муданьцзян. Согласно переписи 2020 года в Хэйлунцзяне проживало 31,85 млн человек.

## Происхождение названия
Провинция названа по китайскому названию Амура (Хэйлунцзян) и в дословном переводе означает «Река чёрного дракона», что в точности соответствует русскому топониму «Приамурье».

## География
Провинция расположена в бассейне реки Амур, граничит с Россией по рекам Амур (Забайкальский край, Амурская область, ЕАО) и Уссури (Приморский и Хабаровский края). С юга с провинцией Хэйлунцзян граничит китайская провинция Цзилинь, а с запада — китайский Автономный район Внутренняя Монголия. Общая протяженность границы провинции Хэйлунцзян с Россией составляет более 3500 км.
Площадь провинции Хэйлунцзян — 454 800 км², что составляет 4,5 % территории Китая.

### Климат
Континентальный муссонный климат. Среднегодовая температура +4 °C. Температура воздуха понижается с юга на север примерно на 8 °C. Летом жарко и выпадает много осадков. Обилие солнечных дней создаёт благоприятные условия для ведения сельского хозяйства и животноводства. В регионе большая степень годового солнечного излучения: 100—120 килокалорий на 1 см². Для весны характерны сильные ветры, на юго-западе наибольшее число ветреных дней, что создаёт условия для ветроэнергетики.

### Национальные парки и заповедники
В провинции Хэйлунцзян действует 171 природный заповедник, в том числе 8 — в бассейне реки Уссури, формируя так называемую «зелёную полосу».
- Природный заповедник Чжалун

В ближайшие годы китайское правительство намерено создать в бассейне Амура на территории провинции ещё 18 природных заповедников. Готовится к открытию заповедник редких растений в районе горной гряды Малого Хингана, у слияния реки Сунгари и её притока Танван, где произрастают 612 видов растений. Заповедник также возьмёт под защиту 250 видов редких животных, 40 из которых находятся на грани вымирания.

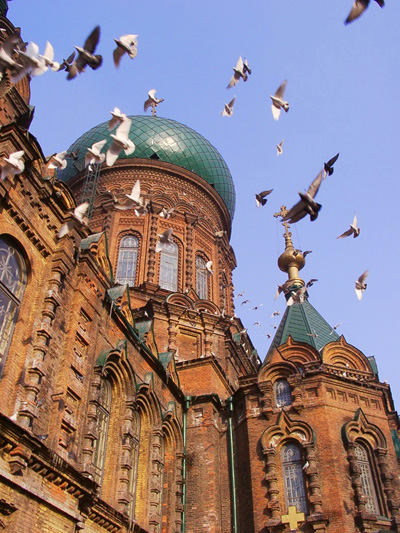
Софийский собор, Харбин

## История
В связи с угрозой со стороны царской России правительство Цинской империи в 1683 году вывело из-под юрисдикции Нингутинского цзянцзюня северо-западные земли, и назначило для военного контроля над ними отдельного Хэйлунцзянского цзянцзюня. Впоследствии под эгидой Хэйлунцзянского цзянцзюня для улучшения военного контроля над отдельными территориями были образованы фудутунства: Айгуньское, Моргэньское, Цицикарское, Хулунбуирское, Хуланьское, Бутехское, Тункэньхэское и Хинганское. Изначально ставка цзянцзюня находилась в Хэйлунцзяне, но в 1690 она была перемещена в Нэньцзян, а в 1699 — в Цицикар.
В середине XIX века произошло присоединение Приамурья и Приморья к России. С 1862 года на подвластной Хэйлунцзянскому цзянцзюню территории были ликвидированы фудутунства и введены структуры гражданской администрации: управы, комиссариаты, округа и уезды. В конце XIX века через эти места прошла КВЖД, а в 1900 году они стали зоной боевых действий во время борьбы с ихэтуанями. В соответствии с договором о строительстве КВЖД, подписанным 27 августа (8 сентября) 1896 года китайским посланником в Российской империи Сюй Цзэнчэном с правлением Русско-Китайского банка, территория прохождения магистрали была арендована на 80 лет и являлась «полосой отчуждения», которая управлялась русской администрацией.
В 1907 году Хэйлунцзянский цзянцзюнь получил функции военного губернатора провинции, а подвластная ему территория полностью преобразована в соответствии со структурами гражданского управления: была введена трёхуровневая структура «провинция — управы — уезды». В 1910—1911 годах здесь прошла последняя крупная эпидемия чумы на земном шаре. После Синьхайской революции управы были ликвидированы, и провинция стала делиться на регионы (道), которым подчинялись уезды (в 1928 году, после объединения Китая под властью партии Гоминьдан, деление провинций на регионы было отменено, и уезды стали подчиняться напрямую властям провинций).
В 1920 году, воспользовавшись идущей в России гражданской войной, китайские власти отменили права экстерриториальности для российских подданных, а в 1921 году полоса отчуждения КВЖД была преобразована в Особый район Восточных провинций — отдельную специальную административную единицу в составе Китайской Республики. В 1926 году в составе Особого района Восточных провинций была образована отдельная административная единица — «Особый город Харбин».
В 1929 году провинция Хэйлунцзян стала ареной боевых действий между советскими и китайскими войсками в ходе конфликта на КВЖД.
В 1931 году Маньчжурия была оккупирована японскими войсками, а в 1932 году было образовано марионеточное государство Маньчжоу-го. 1 июля 1933 года Особый город Харбин был выведен из состава Особого района Восточных провинций, и был объединён с городом Биньцзян провинции Гирин и городом Сунпу провинции Хэйлунцзян в новую административную единицу — «Особый город Харбин», подчинённый напрямую правительству Маньчжоу-го.
В 1934 году было введено деление Маньчжоу-го на 15 провинций и 1 особый город, и территория провинции Хэйлунцзян оказалась разделённой на провинции Хэйхэ, Саньцзян и Лунцзян (в 1939 году часть провинции Лунцзян была передана новосозданной провинции Бэйань). Особый район Восточных провинций после продажи КВЖД правительству Маньчжоу-го был в 1935 году переименован в Северо-Маньчжурский особый район, а затем и вовсе ликвидирован; Хайлар и Маньчжурия остались отдельными населёнными пунктами, а прочие остававшиеся под юрисдикцией Особого района станции вошли в состав тех уездов и аймаков, на территориях которых они располагались.
В 1945 году Маньчжурия была освобождена Советской армией. После войны правительство Китайской республики приняло программу нового административного деления Северо-Востока, однако она так и не была воплощена в жизнь из-за возобновления гражданской войны. В ноябре 1945 года были образованы народные правительства провинций Хэйлунцзян, Нэньцзян, Хэцзян, Суйнин, Сунцзян и города Харбин. В октябре 1946 года провинция Суйнин была преобразована в Специальный район Муданьцзян, а в ноябре Харбин получил статус «специального города». В 1947 году провинции Хэйлунцзян и Нэньцзян были объединены в «Объединённую провинцию Хэйлунцзян и Нэньцзян» (сокращённо — провинцию Хэйнэнь), однако вскоре разделены вновь. Специальный район Муданьцзян был в 1947 году преобразован в провинцию Муданьцзян, однако вскоре провинция Муданьцзян была расформирована, а её территория поделена между провинциями Хэцзян и Сунцзян. В мае 1949 года провинция Хэцзян была присоединена к провинции Сунцзян, а провинция Нэньцзян — к провинции Хэйлунцзян; Харбин стал городом провинциального подчинения провинции Сунцзян. В 1954 году провинция Сунцзян была присоединена к провинции Хэйлунцзян.
В 1969 году основная часть территории аймака Хулун-Буир была передана из состава Внутренней Монголии в состав провинции Хэйлунцзян. В апреле 1970 года Орочонский и Мори-Дава-Даурский автономные хошуны были выведены из состава аймака и переданы в состав округа Да-Хинган-Лин. В 1979 году аймак был возвращён в состав Внутренней Монголии и восстановлен в границах 1969 года, однако при этом районы Джагдачи и Сунлин Орочонского автономного хошуна остались в подчинении властей округа Да-Хинган-Лин.

## Население
Провинция отличается низкими показателями рождаемости (в 2010 году 7,35 человек на 1 тысячу жителей, что почти в 1,5 раза ниже общекитайского показателя) и естественного прироста (2,32 человека на 1 тыс. жителей в 2010 году, что более, чем в 4,79 раз ниже общекитайского показателя), поэтому численность населения Хэйлунцзян с 2005 года почти не росла. В 2016 году власти Китая разрешили жителям некоторых уездов и районов в провинции Хэйлунцзян иметь трёх детей. Между переписями 2010 и 2020 годов численность населения провинции сократилась почти на 6,5 млн человек.

### Динамика численности населения
- 1954 год — 12,76 млн человек[11]
- 1964 год — 20,13 млн человек[11]
- 1982 год — 32,67 млн человек[11]
- 1990 год — 35,21 млн человек[11]
- 2000 год — 36,89 млн человек[11]
- 2005 год — 38,20 млн человек[11]
- 2010 год — 38,33 млн человек[11]
- 2020 год — 31,85 млн человек[5]

### Национальный состав
По данным переписи населения КНР 2010 года, первые пять народностей по численности населения в провинции Хэйлунцзян были следующие:
| Народность | Население  | Процент |
| ---------- | ---------- | ------- |
| ханьцы     | 36 939 181 | 96,41 % |
| маньчжуры  | 748 020    | 1,95 %  |
| корейцы    | 327 806    | 0,86 %  |
| монголы    | 125 483    | 0,33 %  |
| хуэй       | 101 749    | 0,27 %  |

## Религия
- Монастырь Дачэн
- Монастырь Цинчжэнь

## Административное деление
Провинция делится на 13 единиц окружного уровня:
| Карта            | №             | Русское название | Китайское название | Пиньинь                           | Статус |
| ---------------- | ------------- | ---------------- | ------------------ | --------------------------------- | ------ |
| 黑龙江省行政区划 |               |                  |                    |                                   |        |
| 1                | Харбин        | 哈尔滨市         | Hā'ěrbīn shì       | Город субпровинциального значения |        |
| 2                | Цицикар       | 齐齐哈尔市       | Qíqíhā'ěr shì      | Городской округ                   |        |
| 3                | Муданьцзян    | 牡丹江市         | Mǔdānjiāng shì     | Городской округ                   |        |
| 4                | Цзямусы       | 佳木斯市         | Jiāmùsī shì        | Городской округ                   |        |
| 5                | Дацин         | 大庆市           | Dàqìng shì         | Городской округ                   |        |
| 6                | Цзиси         | 鸡西市           | Jīxī shì           | Городской округ                   |        |
| 7                | Шуанъяшань    | 双鸭山市         | Shuāngyāshān shì   | Городской округ                   |        |
| 8                | Ичунь         | 伊春市           | Yīchūn shì         | Городской округ                   |        |
| 9                | Цитайхэ       | 七台河市         | Qītáihé shì        | Городской округ                   |        |
| 10               | Хэган         | 鹤岗市           | Hègǎng shì         | Городской округ                   |        |
| 11               | Хэйхэ         | 黑河市           | Hēihé shì          | Городской округ                   |        |
| 12               | Суйхуа        | 绥化市           | Suíhuà shì         | Городской округ                   |        |
| 13               | Да-Хинган-Лин | 大兴安岭地区     | Dàxīng'ānlǐng dìqū | Округ                             |        |

На уездном уровне:
- 65 районов, 19 городских уездов, 45 уездов, 1 автономный уезд.

На волостном уровне:
- 473 посёлка, 400 волостей, 58 национальных волостей, 353 уличных комитета.

В провинции насчитывается 14 488 сёл и деревень.

## Вооружённые силы
В Харбине расположены штаб 78-й группы армий Северного военного округа, 1-е лётное училище ВВС и Харбинский военный институт иностранных языков; в Дацине — штаб 78-й бригады армейской авиации.

## Экономика
В 2009 году ВВП провинции Хэйлунцзян составил 828,8 млрд юаней, рост по отношению к 2008 году — 11,1 %. Долевое соотношение сельского хозяйства, промышленности и сферы услуг в экономике составляет 13,9 %, 47,3 %, 38,8 % соответственно. Провинция обладает крупными запасами ресурсов: нефти, мрамора, базальта, графита и др. Залежи угля крупнейшие в Северо-Восточном Китае. Годовой доход от добычи полезных ископаемых также является одним из самых высоких по стране. Хэйлунцзян является по уровню лесного покрытия и крупнейшей базой производства древесины в Китае. При этом общая площадь степных угодий составляет 5,06 млн. га, что создаёт благоприятные условия для развития животноводства.
Четыре индустрии обеспечили 88,4 % дохода в 2011 году: машиностроение, нефтехимия, энергетика и пищевая промышленность, что отражает низкую диверсификацию экономики.
Кроме них играют роль животноводство, рыбная промышленность, овощеводство.
В 2010 году 24 % товарооборота между Россией и Китаем который составил 79,2 млрд долларов, пришлось на торговлю РФ с провинцией Хэйлунцзян.

### Экономические зоны
- Дацинская зона развития новой и высокотехнологической промышленности
- Зона приграничной экономической кооперации в Хэйхэ
- Харбинская экономическая и техническая зона развития
- Харбинская зона развития новой и высокотехнологической промышленности
- Китайско-российская торговая зона в Дунъине
- Зона приграничной экономической кооперации в Суйфэньхэ

### Сельское и лесное хозяйство

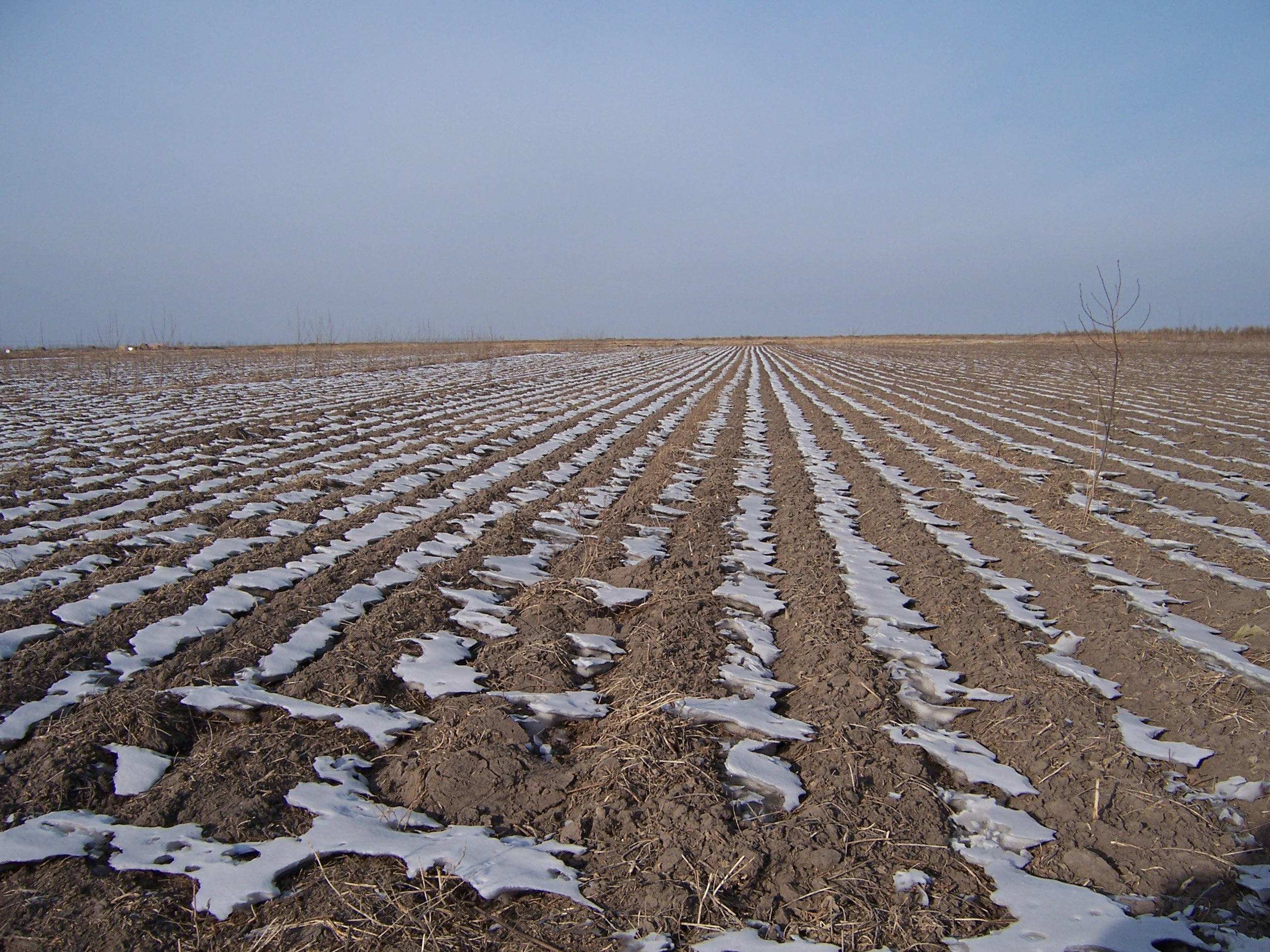
Низменность Саньцзян

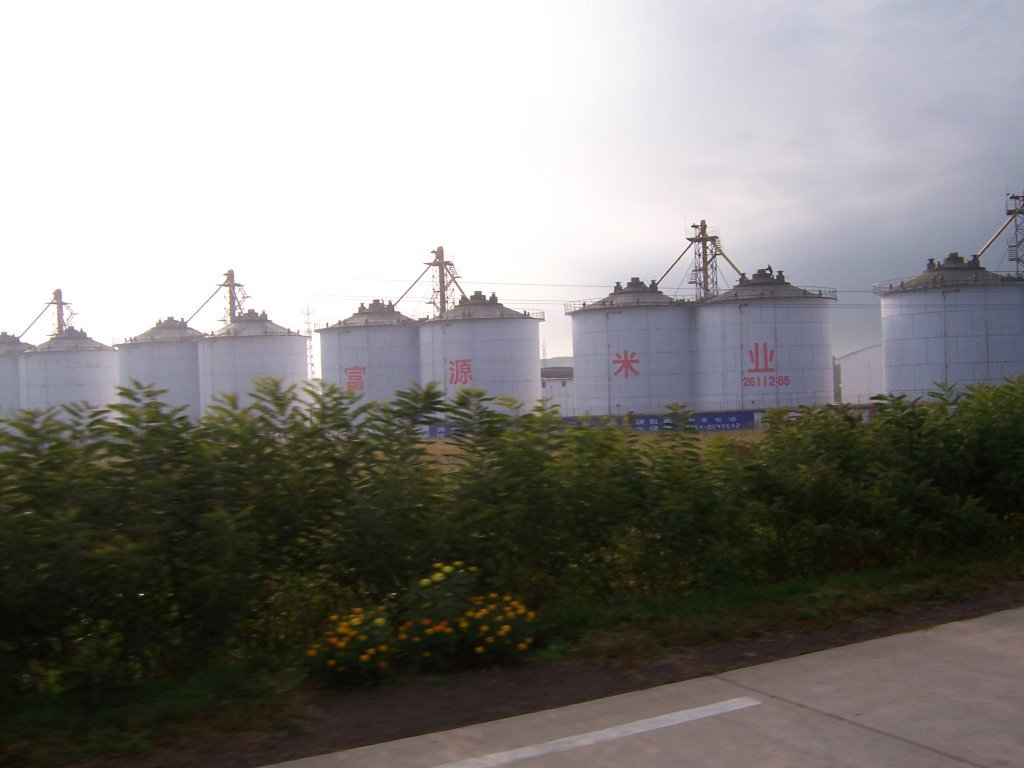
Зернохранилище в Саньцзяне

Сельское хозяйство стало приоритетным в Северо-восточном Китае последние 250 лет. В 1734 году для нужд армии приспособлено 450 га в Санцзянской равнине. С начала 1950-х началось широкое освоение сельскохозяйственных земель. В 1954 году Советский Союз предоставил средства на земельное развитие 20 тыс. га. Эта хозяйственная площадь стала первым механизированным из 177 крупных проектов, финансируемых СССР. С этого момента главной задачей стало осушение болот и превращение их в пашни; к 1956 году площади достигли 266 тыс. га. Известное как Бэйдахуан, или «Большое северное захолустье», оно осваивалось силами солдат, студентов и молодёжи вплоть до конца 1970-х. 
Международную помощь в виде займов до 1980-х также оказывала Япония и Мировой Банк. Развитие отрасли связывалось с национальной безопасностью. Однако, многие хозяйства оказались в долгах, и возник вопрос о прибыльности осушённой земли. К концу 1990-х с введением новых методов многообещающее значение приобрело выращивание риса, маиса и сои. В начале 2000-х рост в отрасли оказался ниже, чем в других и наблюдалось снижение урожайных показателей. Значительно упало производство пшеницы. Благодаря постройке ирригационной системы удалось поднять урожай. С 2006 по 2010 инвестиции в неё составили 6,4 млрд юаней.
По состоянию на 2020 год благодаря усилиям по лесонасаждению в провинции Хэйлунцзян площадь лесного покрова с прежних 46,8 % увеличилась до 47,3 %. В 2015—2020 годах провинция осуществила лесопосадки на площади 388 тыс. га, увеличив объём лесных ресурсов с 1,99 млрд до 2,24 млрд кубометров. Провинция также восстановила 212 тыс. га деградированных пастбищ, увеличив растительный покров своих пастбищ на более чем 75 %.
Хэйлунцзян является основной базой по производству соевых бобов в Китае. На долю провинции приходится более 40 % от общей площади посевов сои в стране и 47 % от объема производства соевых бобов. По состоянию на конец 2022 год общая площадь выращивания сои превысила 4,9 млн га.
Также Хэйлунцзян является основной базой по производству зерновых культур. В 2022 году общий объём производства зерновых провинции достиг 77,6 млн тонн, что составило 11,3 % совокупного объема страны. 
Активно развиваются «умные фермы» и «умные деревни», где многие процессы автоматизированы.

### Промышленность

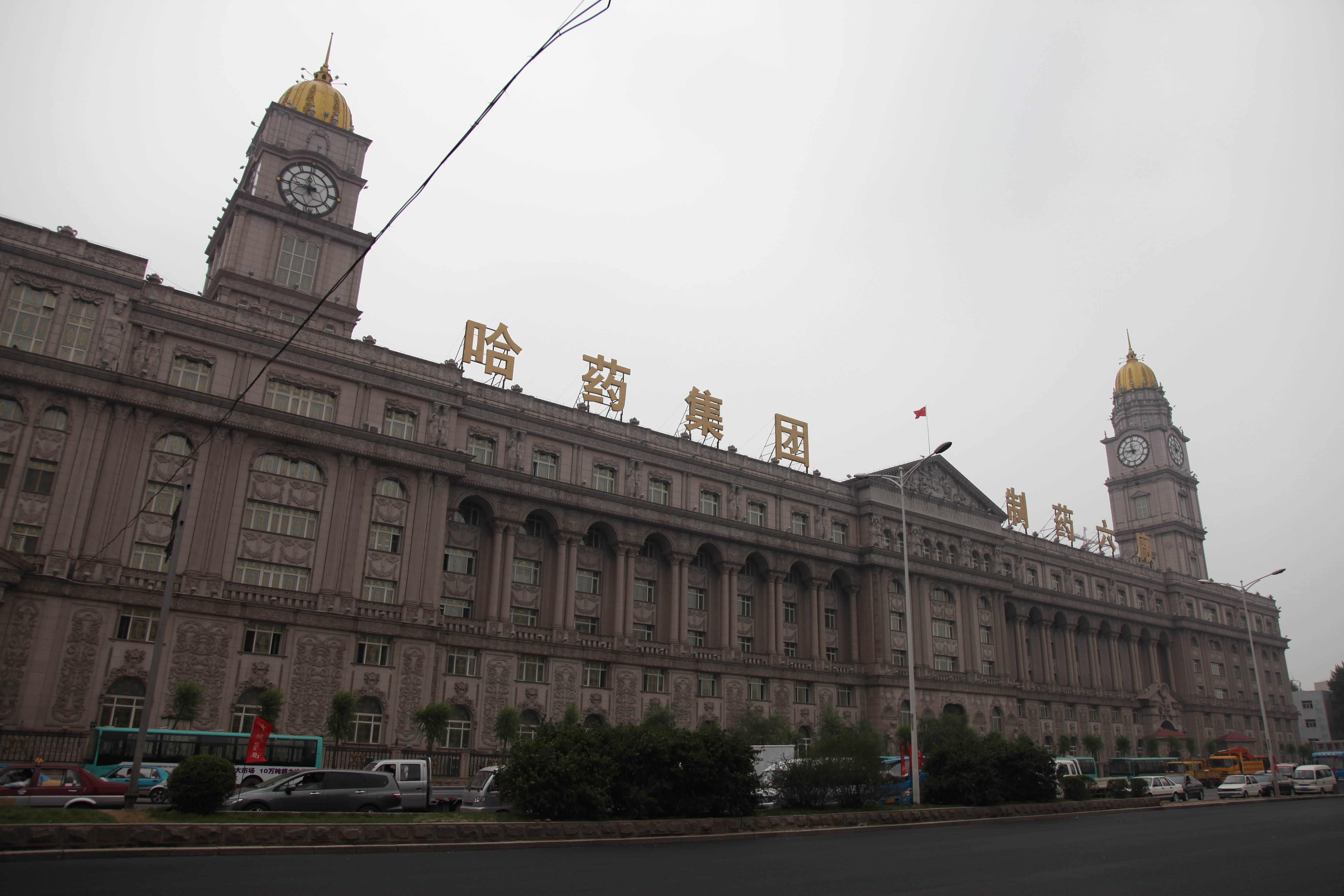
Один из корпусов Harbin Pharmaceutical Group

Харбин является крупнейшим промышленным центром провинции Хэйлунцзян и всего Северо-Восточного Китая, в городе расположены такие значительные предприятия, как вертолётный завод Avicopter (подразделение корпорации AVIC), завод энергетического оборудования Harbin Electric Corporation, автосборочный завод Hafei Motor (подразделение корпорации Changan Automobile), фармацевтический завод Harbin Pharmaceutical Group, пивоваренный завод Harbin Brewery (подразделение корпорации Anheuser-Busch InBev).
В Цицикаре расположен металлургический завод Beiman Special Steel (подразделение корпорации Dongbei Special Steel), в Хэгане — угольный комплекс Heilongjiang Longmay Mining Holding Group.

### Энергетика
Хэйлунцзян обладает крупнейшими в Дунбэе запасами угля — около 23 млрд тонн. Приблизительно 97 % выработки электроэнергии осуществляется на основе угля и нефти-сырца. На юго-западе провинции благоприятные условия для ветроэнергетики. Одно из крупнейших в КНР месторождений нефти находится в Хэйлунцзяне (г. Дацин), где строится нефтеперерабатывающий завод. Сырьё будет поступать из России, по трубопроводу Сковородино—Мохэ.

### Транспорт и связь
Действует железная дорога Цяньцзинь — Фуюань длиной 169,4 км, скорость движения поездов по ней — 120 км в час, а также Цзинхаская железная дорога.
Работают 9 аэропортов в городах Харбин, Цзямусы, Цицикар, Муданьцзян, Хэйхэ, Ичунь, Мохэ, Цзиси, Дацин. Планируется строительство аэропорта в Суйфэньхэ.
Компания China Railway Harbin Group управляет железнодорожными линиями в Маньчжоули и Суйфыньхэ, через которые китайские товары поставляются в Россию и Западную Европу.
В 2020 году в провинции Хэйлунцзян было построено 18,9 тыс. базовых станций 5G.

### Туризм
Основное значение имеет экотуризм. Река Сунгари и водно-болотные угодья являются главными достопримечательностями, их посещают 6,1 млн человек (2011). Из фестивалей значимы Харбинский фестиваль ледяной скульптуры, Фестиваль пива, Харбинская ярмарка, летний концерт в Харбине и путешествия по горам Ухуа. На территории провинции находится один из объектов экотуризма — геологический парк мирового значения. Частью парка является природная зона государственного значения «Первобытный кратерный лес», расположенная в 50 км от озера Цзинбоху.
Ежегодно в регион приезжают более 1 млн туристов из России.

### Внешняя торговля
Основными внешнеторговыми логистическими узлами провинции являются железнодорожные КПП Суйфыньхэ и Тунцзян, а также автомобильный КПП Хэйхэ. 
В первом полугодии 2021 года объём внешнеторгового оборота провинции Хэйлунцзян увеличился на 18,4 % в годовом исчислении до 93,15 млрд юаней (14,4 млрд долл. США). Объём импорта вырос на 18,6 % до 73 млрд юаней, а объём экспорта — на 17,7 % до 20,15 млрд юаней. Объём торговли между Хэйлунцзяном и Россией вырос до 59,95 млрд юаней (+ 18,4 % в годовом выражении) и составив 64,4 % от всего объёма внешней торговли провинции. Экспорт продукции машиностроения и электроники достиг 8,72 млрд юаней (+ 20,9 %), составив более 40 % от общего объёма экспорта провинции. Основной объём импорта пришёлся на природный газ и сырую нефть.
Основными внешнеторговыми партнёрами провинции являются Россия, Евросоюз и Бразилия. По итогам 2021 года объем внешней торговли товарами провинции Хэйлунцзян с Россией вырос на 34,8 % в годовом выражении и достиг 131,34 млрд юаней. Экспорт из провинции в Россию увеличился на 13 % до 10,69 млрд юаней, а импорт из России — на 37,2 % до 120,65 млрд юаней. Доля России во внешнеторговом обороте провинции Хэйлунцзян достигла 65,8 %.
По итогам 2022 года объем внешней торговли товарами провинции Хэйлунцзян вырос на 33 % в годовом исчислении и составил 265,15 млрд юаней (39,44 млрд долл. США); экспорт составил 54,56 млрд юаней, увеличившись на 22 %, а импорт — 210,59 млрд юаней, увеличившись на 36,2 %.
В 2023 году объем внешней торговли товарами увеличился на 12,3 % в годовом исчислении и достиг 297,83 млрд юаней (около 42 млрд долларов США); импорт провинции вырос на 5,3 % в годовом сравнении до 221,77 млрд юаней, а экспорт увеличился на 39,4 % до 76,06 млрд юаней.

## Экология
За 50 лет толщина чернозёмного слоя на полях северо-восточного Китая уменьшилась на 50 %. В 2005 году произошло загрязнение реки Сунгари нитробензолом, который попал в Амур.
Начиная с 2011 года действует «Программа по охране экологической среды и осуществлению перехода к новому экономическому механизму в лесных районах Большой и Малый Хинган», способствующая разведению лесов и рассчитанная на 10 лет. Лесной покров этих районов должен увеличиться до 70 %.

## Культура
Культура имеет свои региональные особенности. В частности, существует местный стиль исполнения эржэньчжуань (二人转) — разновидность танцевально-песенного дуэта, которому более 300 лет. Жанр дунбэй дагу (东北大鼓) происходит из северо-восточного Китая и состоит из песен под барабан. В Харбине расположена Библиотека провинции Хэйлунцзян.

### Музеи
- «Музей провинции Хэйлунцзян»
- «Музей Цицикара»
- «Хэйлунцзянский музей музыки» в Харбине
- «Мемориальный зал революционных мучеников северо-востока Китая» в Харбине
- «Музей свидетельств преступлений „731 отряда“ японского вторжения в Китай» в Харбине
- «Исторический музей Цзинь Шанцзин» в Харбине
- «Музей Бэйдахуан» в Харбине
- «Исторический музей Айхуэй» в Хэйхэ

## Достопримечательности

### Уровня ААААА[43]
- Парк «Солнечный остров» (Харбин)
- Живописный район озера Цзинбоху (Муданьцзян)
- Живописный район Удаляньчи (Хэйхэ)

### Уровня АААА
| - Горнолыжный курорт Ябули (Шанчжи) - Живописный район горы Эрлуншань (Харбин, уезд Биньсянь) - Культурно-туристический район Цзиньюань (Ачэн) - Природный заповедник Чжалун (26 км к юго-востоку от Цицикара) - Хэйлунцзянская радио- и телебашня (башня Дракона) (Харбин) - Мемориальный музей Ван Цзиньси (Дацин) - Национальный лесной парк Уин (пригород Ичуня) - Национальный лесной парк Хошанькоу (пригород Нинъаня) - Живописный район «Остров Минъюе» (Цицикар) - Архитектурный ансамбль площади Софии (Харбин) - Хэйлунцзянский музей науки и техники (Харбин, остров Тайяндао) - Живописный район Шилинь («Каменный лес») Управления лесного хозяйства Танванхэ (Ичунь) - Государственный геологический парк динозавров (уезд Цзяинь города Ичунь) - Музей истории нефтяного месторождения (Дацин) - Туристический район горы Пиншань (Ачэн, туристический лыжный курорт Шэньлу) - Харбинский Полярный океанариум | - Харбинский северный зоопарк - Харбинский Парк культуры и отдыха - Туристический район Сюэсян («Снежная деревня») (Хайлинь) - Туристический район «Полярное село» (уезд Мохэ, поселок Мохэ) - Музей истории Айхуэй (Хэйхэ) - Руины крепости (уезд Дуннин) - Живописный район озера Ханка (Мишань) - Харбинская усадьба Волга (Харбин) - Туристический район госхоза Сянфан (Харбин) - Национальный лесной парк Хуэйлунвань (Ичунь) - Туристический район Ляншуй (Ичунь) - Туристический курорт Мэйхуахэ (Ичунь) - Парк северо-восточных тигров Хэндао (Муданьцзян) - Парк водно-болотных угодий Аньбан (Шуанъяшань) - Национальный лесной парк Далянхэцы (уезд Танъюань) - Мемориальные руины крепости времен антияпонской войны (Хулинь, посёлок Хутоу) - Парк Лунша (Цицикар) |

## Наука

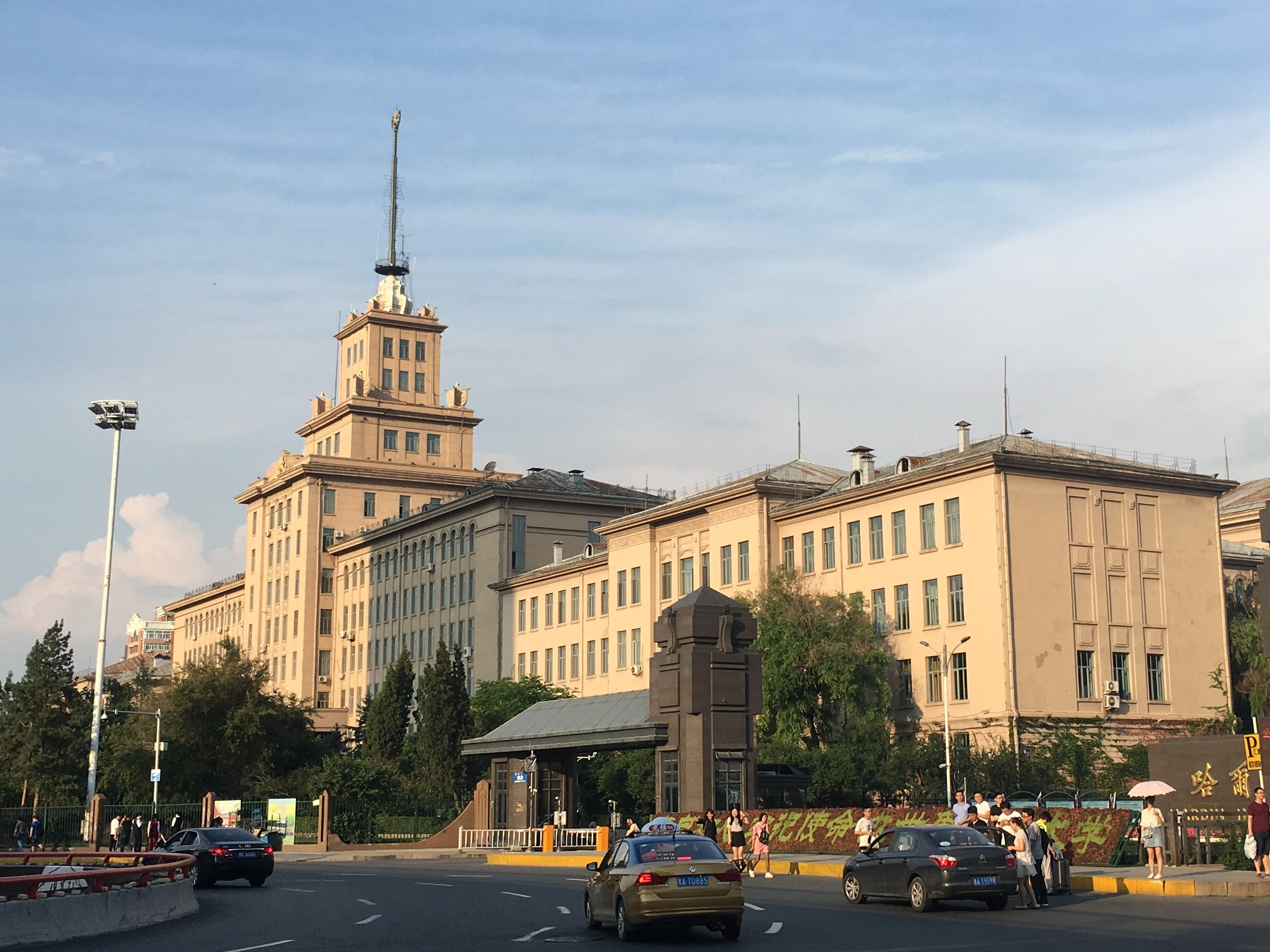
Харбинский технологический институт

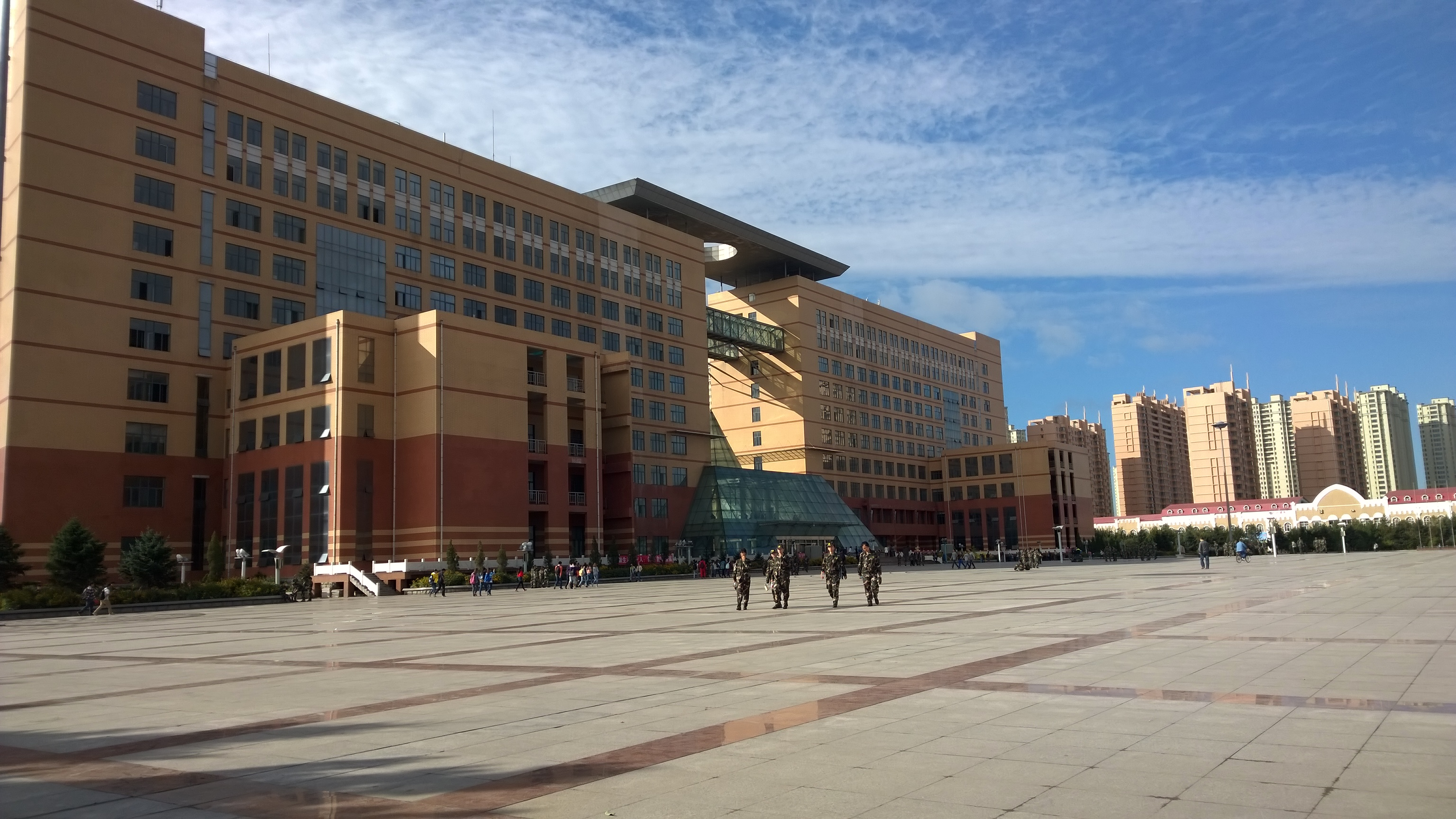
Хэйлунцзянский научно-технологический университет

Ведущими научно-исследовательскими учреждениями провинции Хэйлунцзян являются Харбинский политехнический университет, Харбинский медицинский университет, Харбинский инженерный университет, Опухолевая больница Харбинского медицинского университета, Четвёртая больница Харбинского медицинского университета, Первая больница Харбинского медицинского университета, Вторая больница Харбинского медицинского университета, Северо-восточный сельскохозяйственный университет (Харбин), Северо-восточный университет лесного хозяйства (Харбин), Первая аффилированная больница университета Цзямусы, Хэйлунцзянский университет (Харбин), Харбинский научно-технический университет.

### Археология
А. С. Лукашкин обнаружил в 1928—1929 годах возле Цицикара шесть неолитических стоянок культуры Ананси. Среди находок — керамика с мелким выпуклым орнаментом, наконечники стрел с выемками в основании, остроконечники, скребки с округлым лезвием, нуклеусы, ножевидные пластины. На территории Хэйлунцзянской провинции открыты три неолитические культуры:
- ананси (на равнине Суннэн, по обоим берегам среднего течения реки Нэньцзян, вокруг Цицикара (возраст — 5—6 тыс. лет);
- синкайлю (сосредоточена вокруг равнины Саньцзян («трёх рек»; возраст — 6080 ± 80 л. н., для керамики характерна амурская плетёнка);
- ингэлин (возраст — 4000 лет)[49].

Самая древняя керамика на территории Северо-Восточного Китая была обнаружена археологом Лян Сыюном в районе станции Ананси. Памятники культуры Ананси (Aang’angxi) составляют одну археологическую общность с ранненеолитическими памятниками так называемой новопетровской «культуры пластин» на Среднем Амуре. Представители культуры Ананси вели оседлый образ жизни, основанный прежде всего на рыболовстве. В ранний период культуры Ананси доминируют рыболовство и микролиты, в средний период становится больше керамических изделий и предметов из нефрита, в поздний период широко распространяются шлифованные каменные изделия, резьба по кости, появляются первые признаки раннего земледелия, например, зернотёрки.
А. Г. Малявкин и К. А. Железняков обследовали стоянки бронзового века у деревень Баома, Чанлинцза, Сыфантай, Гаотайцзы вблизи Молигая. К. А. Железняков исследовал памятники раннего железного века по нижнему течению реки Ашихэи и в уезде Биньсянь (стоянка Лаошаньтоу).
Рыхлая керамика на памятнике Сяонаньшань в левобережье Уссури представлена, как правило, плоскодонными сосудами с широким устьем усечённо-конической формы и оформлена подобно сосудам осиповской культуры начального неолита Нижнего Приамурья.